# Edgar Thomas
Edgar Thomas (2 de novembro de 1875 – 20 de Março de 1936) foi um jogador de críquete inglês. Ele jogou para o clube Gloucestershire, entre 1895 e 1907.
1. ↑  «Edgar Thomas». ESPN Cricinfo. Consultado em 30 Março 2014